# دیر پارک (آلاباما)
دیر پارک (به انگلیسی: Deer Park) شهرکی در شهرستان واشینگتن ایالت آلاباما است که مساحت آن ۸٫۲۵ کیلومترمربع است و در سرشماری سال ۲۰۱۰ میلادی، ۱۸۸ نفر جمعیت داشته و تراکم جمعیتی آن، ۲۲٫۷۹ در کیلومترمربع بوده است.